# Rheinland-Pfalz (F209)
Pour les autres navires du même nom, voir Rheinland-Pfalz (navire).
Le Rheinland-Pfalz est une frégate de la classe Bremen en service dans la marine allemande de 1983 à 2013.

## Construction
Le Rheinland-Pfalz est mis sur cale en septembre 1979 dans les chantiers de Blohm + Voss de Hambourg et lancé en septembre 1980. Après ses essais, la frégate est mise en service le 9 mai 1983.

## Historique

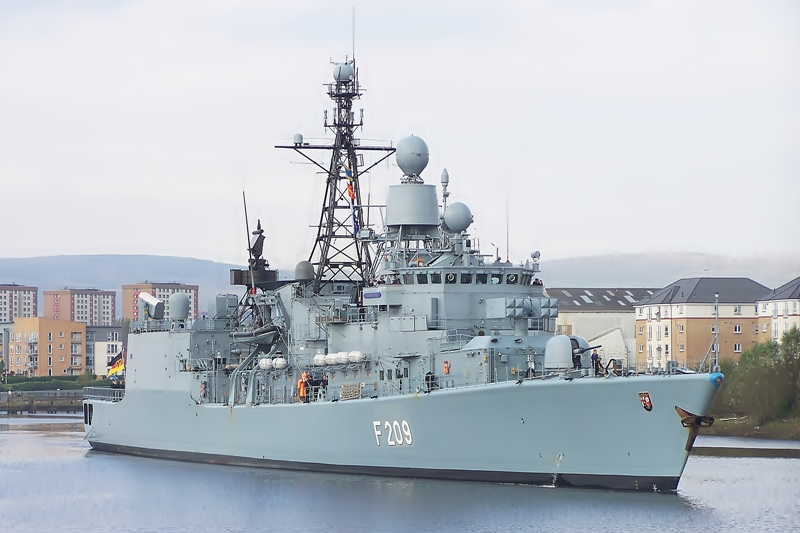
Le Rheinland-Pfalz à Glasgow en 2011.

Le Rheinland-Pfalz a participé à plusieurs missions à l'étranger depuis sa mise en service. De 1992 à 1996, il est déployé à plusieurs reprises en mer Adriatique dans le cadre de l'opération Sharp Guard, embargo de l'ex-Yougoslavie. En 1999, le navire soutient l'opération Allied Force, le bombardement de la Yougoslavie par l'OTAN. En 2001, il participe à un l'exercice « DESEX », suivi d'un déploiement en 2004 avec l'opération Enduring Freedom – Corne de l'Afrique et dans le golfe d'Aden. Le Rheinland-Pfalz participe à l'opération Active Endeavour en Méditerranée en 2005 et rejoint en 2006 les exercices navals sud-africains « Good Hope II ». Début 2009, il fait de nouveau brièvement partie de l'opération Active Endeavour, avant un déploiement au large de la Corne de l'Afrique pour participer à l'opération Atalante, luttant contre la piraterie au large des côtes somaliennes. Le Rheinland-Pfalz relève son navire jumeau Karlsruhe le 22 janvier 2009.
Le 3 mars à 7 h 12, heure locale, le porte-conteneurs MV Courier de 14 969 tonnes immatriculé à Antigua-et-Barbuda, propriété d'une compagnie maritime basée à Brême et manœuvré par un équipage philippin, envoie un message de détresse signalant l'attaque de pirates à bord d'un petit vaisseau. Les assaillants lancent des grenades et font feu à l'aide de fusils automatiques sur le cargo. L'appel d'urgence est reçu par le Rheinland-Pfalz, qui se trouve à 50 milles marins. Le navire de guerre allemand dépêche sur place son hélicoptère Westland Lynx, et ouvre le feu sur les pirates. Le Sea Lynx est rejoint par un Sikorsky SH-60 Seahawk du croiseur lance-missiles américain USS Monterey. Quelques heures plus tard, le navire pirate est intercepté par la frégate allemande et saisi par les marins allemands, capturant neuf suspects. L'équipe d'arraisonnement retrouve une cache contenant un lance-roquettes, trois fusils AK-47, un pistolet Tokarev, une carabine et un fusil automatique. Il s'agit de la première interception de la marine allemande d'un navire hostile et de son équipage en mer depuis la fin de la Seconde Guerre mondiale.
Tôt le matin du 30 mars 2009, un groupe de pirates somaliens s'approchent du pétrolier ravitailleur allemand Spessart, ouvre le feu et tente de monter à bord. L'attaque est déjouée par le détachement de sécurité à bord, qui a ouvert le feu sur les pirates. Une poursuite s'ensuit alors, qui se termine par l'arrêt et la détention des pirates par le Rheinland-Pfalz. Le 3 août 2009, le navire marchand MV Hansa Stavanger est libéré du joug des pirates, puis escorté par les Brandenburg et Rheinland-Pfalz jusqu'au port de Mombasa, au Kenya.
Le Rheinland-Pfalz participe à des exercices et à des manœuvres en 2011 et, en février de la même année, navigue vers la côte libyenne pour aider à l'évacuation des citoyens allemands lors de la guerre civile libyenne. Le 5 mars 2011, le Rheinland-Pfalz entre dans le port tunisien de Gabès, en compagnie du Brandenburg et du navire ravitailleur Berlin, embarquant plusieurs centaines de réfugiés égyptiens et les transportant vers Alexandrie.
Le 1er février 2012, le Rheinland-Pfalz appareille de son port d'attache pour rejoindre le Standing NATO Maritime Group 1 en Méditerranée. Il s'agit de son dernier déploiement international. Le 11 septembre 2012, le Rheinland-Pfalz est retiré du service actif et est officiellement radié de la marine le 22 mars 2013. La frégate est le second navire de sa classe décommissionné,. En avril 2017, le Rheinland-Pfalz est vendu aux enchères par l'intermédiaire de l'entreprise publique Vebeg GmbH pour une mise au rebut. En décembre 2017, le navire atteint Aliağa pour démolition.
Un navire successeur, une frégate de la classe Baden-Württemberg, est baptisé Rheinland-Pfalz le 24 mai 2017 par Malu Dreyer, ministre-présidente de Rhénanie-Palatinat.